# Frømandskorpset (Dinamarca)
O Corpo dos Homens-Sapo ( em dinamarquês:  Frømandskorpset) é uma força de operações especiais marítimas das Forças Armadas DInamarquesas, parte do Comando de Operações Especiais Dinamarquês. Em 1 de julho de 2015, a unidade foi transferida da Marinha Dinamarquesa para o recém-criado Comando de Operações Especiais.

## História
O Frømandskorpset foi estabelecido em 17 de junho de 1957 com base no modelo do Serviço de Bote Especial do Reino Unido, da Equipe de Demolição Subaquática dos EUA e do Marinejegerkommandoen na Noruega. Inicialmente estava subordinado à Escola de Mergulho da Marinha Dinamarquesa em Flådestation Holmen (Estação Naval Holmen, Copenhague), mas em 1972 tornou-se uma unidade independente, operacionalmente subordinada ao esquadrão de submarinos.

## Função
A função principal do Frømandskorpset é o reconhecimento, mas o grupo também assume tarefas de sabotagem de instalações fixas, força avançada e tarefas marítimas antiterrorismo.
A unidade também realiza trabalhos de operações especiais em terra, incluindo operações antiterrorismo e anticrime. O grupo também apoia a polícia em situações que exigem mergulho altamente especializado. As autoridades locais, também podem beneficiar das competências dos homens-sapo, por exemplo, quando é necessário inspecionar instalações subaquáticas.

## Treinamento
O Frømandskorpset treina na Estação Torpedo em Kongsøre e passam por uma longa série de cursos, por exemplo:
- Curso de nadador de combate, com duração de três semanas
- Curso avançado de mergulho
- Curso de nadador de resgate
- Curso de sobrevivência

O Curso Básico do Frømandskorpset dura nove meses. A cada ano, 500–600 candidatos iniciam o curso e menos de uma dúzia completam todos os nove meses. Desde a sua criação em 1957, 311 completaram o treinamento e se tornaram operadores do Frømandskorpset até 2015.
O príncipe herdeiro Frederico, Príncipe Herdeiro da Dinamarca|Frederik]] da Dinamarca foi aprovado na seleção e completou o treinamento continuado para se tornar um homem-sapo certificado, durante o curso ele ganhou o apelido de " Pingo ", quando sua roupa de mergulho se encheu de água e ele foi forçado a andar de forma parecida a um pinguim.
Em 2015, foi lançado um documentário produzido pela DR detalhando a vida dos cadetes do Frømandskorpset.

## Operações
O Frømandskorpset esteve envolvido em operações no Afeganistão, como a Força-Tarefa K-Bar, e também no Iraque.
De 2008 até o final de 2014, o Frømandskorpset esteve envolvido em operações antipirataria como parte da Operação Ocean Shield. Em 5 de fevereiro de 2010, dez membros do Frogman Corps a bordo HDMS Absalon (L16) conduziram uma missão antipirataria no Golfo de Aden, quando, utilizando um bote inflável de casco rígido, se aproximaram do navio mercante Ariella, que havia sido sequestrado por seis piratas Somalis armados. Eles subiram a bordo do návio escalando pela lateral, e libertaram todos 25 tripulantes, que estavam trancados em uma sala segura, e efetuaram uma busca pelo navio, procurando os piratas que já haviam fugido.
Em novembro de 2021, uma unidade do Frømandskorpset esteve envolvida em operações antipirataria no Golfo da Guiné. A unidade estava a bordo da fragata HDMS Esbern Snare (F342) da Marinha Dinamarquesa. Em 25 de novembro de 2021, soldados da unidade estiveram envolvidos num tiroteio com oito suspeitos de pirataria a bordo de uma embarcação em alta velocidade, onde quatro suspeitos foram mortos e um ferido e os três sobreviventes foram capturados. Os soldados não sofreram baixas.

## Equipamento
- Glock 17
- Heckler & Koch MP5
- SIG MCX
- Gevær M/10 (rifle Colt Canadá C8 IUR)
- Finskyttegevær M/04 (Sako TRG-42)
- GRK M/03 40 mm (Colt Canada M203A1)
- Dysekanon M/85 ( Carl Gustav M3 )
- Panserværnsvåben M/97 ( AT-4 CS )